# Orkla Confectionery & Snacks Sverige
Orkla Confectionery & Snacks Sverige AB är ett svenskt företag som säljer och marknadsför snacks och kex. Det bildades 2014 då Orkla lade samman dotterbolagen OLW och Göteborgs kex i det nya bolaget Orkla Confectionery & Snacks Sverige. Huvudkontoret finns i Solna och produktionsanläggningar återfinns i Filipstad, Torsvik och Nöbbelöv.
I december 2022 meddelades det att Orkla Confectionery & Snacks Sverige skulle köpa Bubs Godis från släkten Lindström. Den 1 februari 2023 blev det officiellt.